# Wet (игра)
WET (от англ. Wetwork — запачкать руки по локоть в крови) — шутер от третьего лица, игра совмещает в себе стрельбу, бои с применением холодного оружия, акробатику и беспрерывный экшен. Игроку представлена свобода действий, можно стрелять во время бега, скольжения вниз по лестнице, скольжения по полу или выполнения какого-либо акробатического трюка.

## Сюжет
Это история молодой наемницы по имени Руби. После того, как она соглашается выполнить очередной заказ состоятельного человека, который ищет своего сына, все переворачивается с ног на голову в жизни главной героини, потому как её работодатель оказывается вовсе не тем, за кого он себя выдает. Теперь Руби придется найти его, чтобы отомстить.

## Особенности
Wet оформлена в духе фильмов категории B 1970-х годов. В игре присутствует режим «Ярость» (Rage Mode). Этот режим активируется пять раз за игру и вся стилистика WET в корне меняется. В этом режиме Руби становится сильнее и быстрее, а жизнь восстанавливается сама.
Каждое зрелищное убийство имеет название, к примеру 360 dive, killer head rush, double dealer, enemy stomp. Чем разнообразнее и эффективнее будут использоваться все возможные приемы, тем больше будет начисляться «style points», на которые можно приобрести новые кульбиты или улучшения оружия. Изначально в арсенале у Руби имеется только два пистолета и меч, но в процессе прохождения игры игрок сможет вооружить её автоматами, дробовиками и арбалетами со взрывными болтами.

## Разработка
Игра была анонсирована 22 августа 2007 года издателем Sierra Entertainment в виде консольного эксклюзива для Xbox 360 и PlayStation 3. Однако слияние Activision и Vivendi (куда входило издательское подразделение Sierra) в Activision Blizzard привело к тому, что многие проекты, находившиеся в разработке, был остановлены или прекращены. Разработчику пришлось искать нового издателя, которым стала Bethesda Softworks. 4 июня 2009 года на E3 2009 издатель был представлен официально и продемонстрирован новый трейлер игры. Игра вышла 15 сентября 2009 года.

## Музыка
Основную музыкальную линию создал Brian LeBarton.. Также в игре использованы композиции серф- и сайкобилли-групп, в числе которых — Gypsy Pistoleros, The Hypnophonics, The Arkhams, Gutter Demons, Knock Galley West, Creepin' Cadavers и The Long Tall Texans.

## Отзывы
| Сводный рейтинг | Сводный рейтинг | Сводный рейтинг |
| Издание         | Оценка          | Оценка          |
| Издание         | PS3             | Xbox 360        |
| --------------- | --------------- | --------------- |
| GameRankings    | 70,41 %         | 70,65 %         |